# Риссер, Уилко
Уилко Риссер (англ. Wilko Risser; 11 августа 1982, Виндхук, Юго-Западная Африка) — намибийский футболист, нападающий. Выступал за сборную Намибии.

## Биография

### Клубная карьера
Родился в 1982 году в Виндхуке, в семье намибийских немцев. У него есть старший брат Оливер (р. 1980). Является воспитанником намибийского клуба «Рамблерс». В 2003 году вслед за старшим братом переехал в Германию, где провёл большую часть карьеры, выступая за клубы четвёртого и пятого дивизионов. В конце 2011 года он перешёл в мальтийский клуб «Флориана». В чемпионате Мальты он сыграл только один матч — 3 декабря провёл на поле второй тайм в матче против «Слима Уондерерс». В феврале 2012 года перешёл в английский клуб «Олдершот Таун», за который в оставшейся части сезона провёл 16 матчей и забил 3 гола в Лиге 2. В декабре того же года стал игроком южноафриканского клуба «Чиппа Юнайтед», в составе которого провёл один матч в чемпионате ЮАР. Завершил карьеру в 2013 году.

### Карьера в сборной
Дебютировал за сборную Намибии 16 июня 2007 года в матче отборочного турнира Кубка африканских наций 2008 против сборной ДР Конго, в котором вышел на замену на 82-й минуте. В состав сборной на Кубок африканских наций он не попал, но принял активное участие в отборочном турнире чемпионата мира 2010. Всего сыграл за сборную 14 матчей и забил 5 голов.